# Għar Dalam

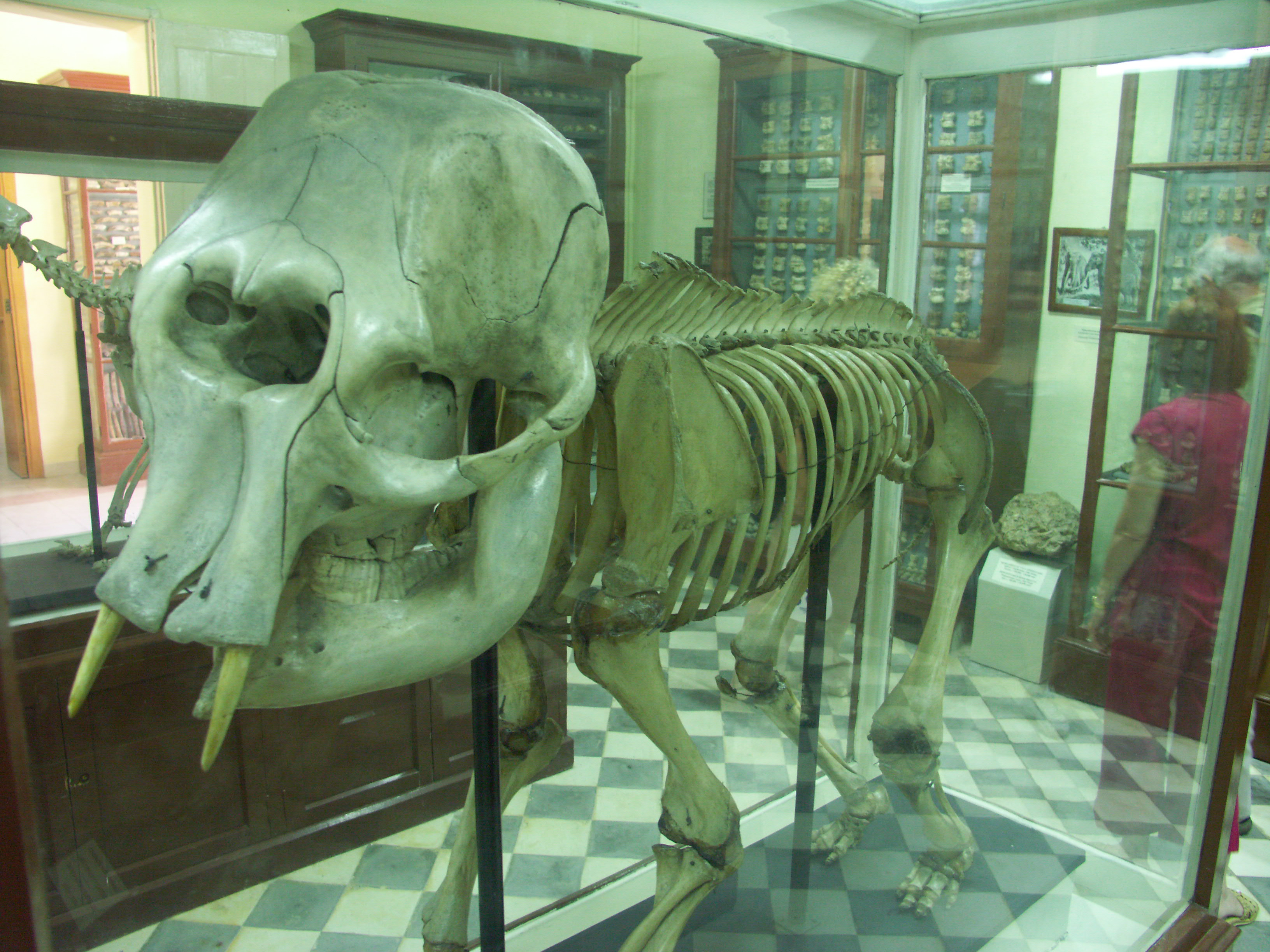
Trpasličí slon nalezený v Għar Dalam

Jeskyně Għar Dalam (psáno zjednodušeně také Ghar Dalam, česky „Jeskyně temna“), je jeskyně (a současně i museum) na jihovýchodním pobřeží ostrova Malta nedaleko sídliště Birzebbugia v Jižním regionu. Je známa jako naleziště prehistorických zvířecích koster a (z pozdější doby) keramiky prvních obyvatel ostrova. Nález těchto keramických zbytků na tomto místě dal pak i jméno celé historické periodě Għar Dalam, která trvala přibližně od roku 5200/5000 př. n. l. do 4500 př. n. l. Některé prameny řadí tuto keramiku k nejstarším stylům ve středozemí vůbec a považují ji za lokální variantu vůbec nejstarší keramiky středomořského prostoru.

## Historie
Jeskyně, která byla prozkoumána již koncem 19. století, jde do hloubky asi 144 metrů (podle některých pramenů i dosti hlouběji) a obsahuje několik vrstev usazenin s nálezy. V nejstarších vrstvách byly nalezeny kosti dávno vyhynulých druhů jako trpasličí slon, hroch a další, o jejichž stáří existují různé, částečně si odporující údaje (stáří je odhadováno na 180 000 až 500 000 let). Další vrstvy obsahují pozůstatky zvířat jako jelen a medvěd, jejichž stáří se odkaduje přibližně na 18 000 let. Nejmladší vrstva obsahuje vůbec první důkazy o lidských sídlištích ma ostrově z doby přibližně 5000 př. n. l. (keramika a další objekty).
Systematicky a vědecky byla jeskyně poprvé prozkoumána roku 1885, zpřístupněna publiku byla však až roku 1933; během druhé světové války byla používána jako protiletecký kryt. Roku 1980 došlo k nenapravitelné ztrátě, když ze sousedícího muzea byly odcizeny různé objekty sbírky, mimo jiné i čtyři kly miniaturního slona a dětská lebka z neolitika.